# Bluebird (2013)
Bluebird ist ein US-amerikanisch-schwedisches Independent-Filmdrama des Regisseurs Lance Edmands aus dem Jahr 2013.

## Handlung und Hintergrund
Angesiedelt und gedreht in Northern Maine im US-amerikanischen Bundesstaat Maine, erzählt der Film die Geschichte, wie eine momentane Ablenkung eines Schulbusfahrers nahezu eine Tragödie auslöst und sich dabei auf eine ganze Gemeinde auswirkt.
In den Hauptrollen agieren Amy Morton, Margo Martindale, John Slattery, Emily Meade, Louisa Krause und Adam Driver.
Bereits während des Winters 2012 wurde in der Umgebung von Mount Katahdin in Maine gedreht. Nach einer limitierten Veröffentlichung am 27. Februar 2015 wurde Bluebird ab dem 1. März 2015 im Web gezeigt.
Edmands beendete den ersten Entwurf des Drehbuchs bereits 2009. Während der Filmproduktion wurden sie vom Sundance Institute, der San Francisco Film Society, und dem Swedish Film Institute unterstützt und finanziert.
Bluebird hatte als Teil der World Narrative Feature Competition auf dem Tribeca Film Festival 2013 Premiere.

## Rezeption

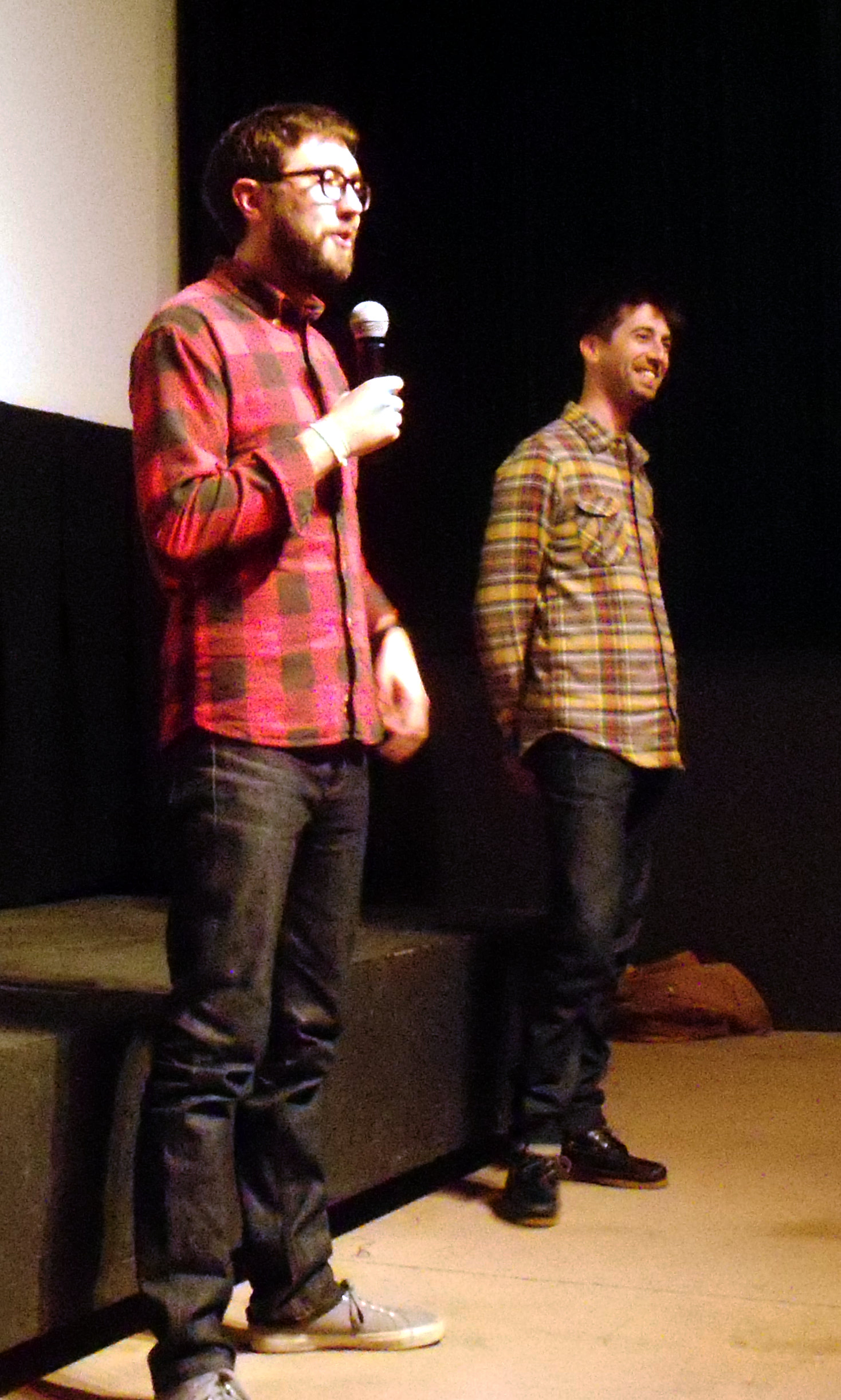
Der Regisseur Lance Edmands und Produzent Kyle Martin beantworten nach Abschluss der Hauptdreharbeiten am 4. Mai 2013 Fragen

David Rooney von The Hollywood Reporter nannte den Film „ein ruhiges beeinflussendes Indie-Drama, welches wahrscheinlich Bewunderer gewinnen wird“.
Indiewire’s Rodrigo Perez erklärte, dass Edmands in Bluebird „auf alle Ebenen des Melodrams und auf Sentimentalität“ verzichte, und dass der Film dennoch „so fesselnd und emotional“ sei wie kaum ein Drama, welches [er] „in diesem Jahr sah, wenn auch in einer ruhigen Art und Weise“.
Francisco Salazar schrieb in Latinos Post, dass die „tonale Kongruenz des Films und die erstklassigen Performances sicherlich Resonanz erhalten werden“.
Stephen Holden, New York Times, lobt Amy Morton’s außergewöhnliche Darstellung und sagte, „man bemühe sich ein wenig zu sehr, eine Atmosphäre aufzubauen“.
Kate Erbland von Film School Rejects meint, dass „sich Lance Edmands’ Bluebird wahrscheinlich aufgrund der ähnlichen Thematik mit Vergleichen zu Atom Egoyans Das süße Jenseits abplagen müsse“, führt aber weiter aus, dass das „Bemerkenswerteste an Bluebird die durchweg beständigen Schauspielleistungen sind, die oftmals geradezu Großartigkeit erreichten“.
Peter Debruge von Variety nennt den Film „eine traurige Rückversetzung in eine eher poetisch geprägte Zeit“, sagt aber, dass „Edmands in einem zu gleichmäßigen Tempo durch das Leben der verschiedenen dargestellten Figuren reise“.

## Auszeichnungen
- 2013: Karlovy Vary International Film Festival Award for Best Actress für Amy Morton